# Bundesstraße 41
Pour les articles homonymes, voir B41 et Route 41.
La Bundesstraße 41 (abrégé en B 41) est une Bundesstraße reliant la frontière française (RD 603, ex-RN 3), près de Sarrebruck, à Ingelheim am Rhein.

## Localités traversées
- Sarrebruck
- Neunkirchen
- Ottweiler
- Saint-Wendel
- Nohfelden
- Birkenfeld
- Idar-Oberstein
- Kirn
- Bad Kreuznach
- Ingelheim am Rhein